# Copa da Alemanha de Futebol de 2015–16
A Copa da Alemanha (português brasileiro) ou Taça de Alemanha (português europeu) (em alemão: DFB-Pokal 2015/16) foi a 73ª edição dessa competição alemã. Começou em 7 de agosto de 2015 com a primeira das seis rodadas e terminou em 21 de maio de 2016 com a final no Estádio Olímpico, em Berlim. Sagrou-se campeão o Bayern de Munique, que obteve seu 18º título da competição.

## Participantes
As 64 equipes seguintes classificou para a competição:
| Bundesliga todos os clubes | 2. Bundesliga todos os clubes | 3. Liga quatro mais bem colocados                                        |
| - Hoffenheim - Augsburg - Bayer Leverkusen - Bayern de Munique - Borussia Dortmund - Borussia Mönchengladbach - Eintracht Frankfurt - Freiburg - Hamburgo - Hannover 96 - Hertha Berlim - Köln - Mainz 05 - SC Paderborn - Schalke 04 - Stuttgart - Werder Bremen - Wolfsburg | - TSV 1860 München - VfR Aalen - VfL Bochum - Eintracht Braunschweig - Darmstadt 98 - Fortuna Düsseldorf - FC Erzgebirge Aue - FSV Frankfurt - SpVgg Greuther Fürth - 1. FC Heidenheim - Ingolstadt 04 - Karlsruher SC - 1. FC Kaiserslautern - RB Leipzig - 1. FC Nürnberg - SV Sandhausen - St. Pauli - Union Berlin | - Arminia Bielefeld - Holstein Kiel - MSV Duisburg - Stuttgarter Kickers |

Além desses clubes também participarão os representantes de cada região

## Primeira Fase[2]
| 7 de agosto de 2015 | TuS Erndtebrück | 0 - 5  | Darmstadt                                                                          | Leimbachstadion, Siegen              |
| 19:00               |                 | Report | Marco Sailer 9' · Stroh-Engel 10', 66' · Marcel Heller 57' · Konstantin Rausch 84' | Público: 7 857 Árbitro: Florian Heft |

| 9 de agosto de 2015 | Jena                                                              | 3 - 2  | Hamburgo                             | Ernst-Abbe-Sportfeld, Jena                |
| 14:30               | Justin Gerlach 15' · Velimir Jovanović 58' · Johannes Pieles 106' | Report | Olić 49' · Michael Gregoritsch 90+4' | Público: 13 800 Árbitro: Frank Willenborg |

| 10 de agosto de 2015 | Arminia Bielefeld | 0 - 2  | Hertha Berlin                   | Bielefelder Alm, Bielefeld              |
| 18:30                |                   | Report | Kalou 73' · Vladimír Darida 88' | Público: 21 484 Árbitro: Benjamin Brand |

| 8 de agosto de 2015 | Viktoria Köln                             | 2 - 1  | Union Berlin      | Sportpark Höhenberg, Colônia        |
| 15:30               | Mike Wunderlich 68' · Jules Reimerink 74' | Report | Collin Quaner 41' | Público: 4 540 Árbitro: Timo Gerach |

| 9 de agosto de 2015 | VfB Lübeck         | 1 - 2  | Paderborn 07                                        | Stadion an der Lohmühle, Lübeck      |
| 16:00               | Stefan Richter 43' | Report | Lukas Knechtel 54' (o.g.) · Mahir Sağlık 59' (pen.) | Público: 7 558 Árbitro: Arne Aarnink |

| 8 de agosto de 2015 | SV Meppen | 0 - 4  | Colônia                                         | Hänsch-Arena, Meppen                     |
| 15:30               |           | Report | Anthony Modeste 1', 27', 78' · Simon Zoller 87' | Público: 13 815 Árbitro: Christian Dietz |

| 9 de agosto de 2015 | Bahlinger SC | 0 - 0  | Sandhausen | Kaiserstuhlstadion, Bahlingen              |
| 14:30               |              | Report |            | Público: 3 890 Árbitro: Florian Badstübner |

|                                                                  |       | Penalidades                                                             |  |
| Dennis Bührer Fabian Nopper Walter Adam Pierre-Christoph Göppert | 3 – 5 | Aziz Bouhaddouz Leart Paqarada Denis Linsmayer Tim Kister Andrew Wooten |  |

| 10 de agosto de 2015 | Osnabrück | 0 - 2  | RB Leipzig | Stadion an der Bremer Brücke, Osnabruque |
| 18:30                |           | Report |            | Público: 10 000 Árbitro: Martin Petersen |

| 8 de agosto de 2015 | Hallescher FC | 0 - 1  | Eintracht Braunschweiger | Erdgas Sportpark, Halle an der Saale    |
| 15:30               |               | Report | Hendrick Zuck 67'        | Público: 9 549 Árbitro: Benjamin Cortus |

| 9 de agosto de 2015 | Energie Cottbus | 0 - 3  | Mainz 05                                                     | Stadion der Freundschaft, Cottbus        |
| 20:30               |                 | Report | Fabian Frei 30' · Jairo Samperio 33' · Christian Clemens 62' | Público: 11 123 Árbitro: Robert Hartmann |

| 8 de agosto de 2015 | Stuttgarter Kickers | 1 - 4  | Wolfsburg                                                  | Gazi-Stadion auf der Waldau, Estugarda   |
| 15:30               | Lhadji Badiane 79'  | Report | Max Kruse 4' · Bas Dost 45' · De Bruyne 47' · Bendtner 86' | Público: 9 760 Árbitro: Sascha Stegemann |

| 9 de agosto de 2015 | HSV Barmbek-Uhlenhorst | 0 - 5  | SC Freiburg                                             | Wilhelm-Rupprecht-Platz, Hamburgo   |
| 14:30               |                        | Report | Nils Petersen 2', 45+1', 61', 63' · Julian Schuster 71' | Público: 4 607 Árbitro: Steffen Mix |

| 9 de agosto de 2015 | Hansa Rostock | 0 - 0  | Kaiserslautern | Ostseestadion, Rostock                  |
| 18:30               |               | Report |                | Público: 20 100 Árbitro: Sven Jablonski |

|                                                                                     |       | Penalidades                                                       |  |
| Tobias Jänicke Maximilian Ahlschwede Marcel Ziemer Christian Bickel José-Alex Ikeng | 4 – 5 | Chris Löwe Daniel Halfar Kacper Przybyłko Stipe Vučur Markus Karl |  |

| 8 de agosto de 2015 | SF Lotte | 0 - 3  | Bayer Leverkusen                           | Sportpark am Lotter Kreuz, Lotte       |
| 15:30               |          | Report | Kießling 15' · Çalhanoğlu 55' · Bender 77' | Público: 5 466 Árbitro: Martin Thomsen |

| 8 de agosto de 2015 | Duisburg | 0 - 5  | Schalke 04                                                                           | Schauinsland-Reisen-Arena, Duisburgo    |
| 15:30               |          | Report | Huntelaar 3' · Nastasić 39' · Johannes Geis 45+1' · Di Santo 62' · Leon Goretzka 85' | Público: 30 600 Árbitro: Wolfgang Stark |

| 9 de agosto de 2015 | Jena | 0 - 0  | Fortuna Düsseldorf | Stadion Essen, Essen                    |
| 16:00               |      | Report |                    | Público: 17 500 Árbitro: Daniel Siebert |

|                                                      |       | Penalidades                                                        |  |
| Benjamin Baier Richard Weber Amar Cekić Moritz Fritz | 1 – 3 | Ya Konan Haggui Mike van Duinen Christian Strohdiek Michael Liendl |  |

| 8 de agosto de 2015 | Würzburger Kickers | 0 - 2  | Werder Bremen                        | flyeralarm Arena, Wurtzburgo       |
| 15:30               |                    | Report | Anthony Ujah 102' · Fin Bartels 108' | Público: 9 706 Árbitro: Rene Rohde |

| 8 de agosto de 2015 | Erzgebirge Aue  | 1 - 0  | Greuther Fürth | Sparkassen-Erzgebirgsstadion, Aue       |
| 15:30               | Skarlatidis 67' | Report |                | Público: 6 000 Árbitro: Robert Schröder |

| 7 de agosto de 2015 | Dynamo de Berlim | 0 - 2  | FSV Frankfurt           | Friedrich-Ludwig-Jahn-Sportpark, Berlim     |
| 19:00               |                  | Report | Kapllani 3' · Dedič 42' | Público: 6 198 Árbitro: Matthias Jöllenbeck |

| 9 de agosto de 2015 | FSV Salmrohr | 0 - 5  | Bochum                                                    | Salmtalstadion, Salmtal                |
| 14:30               |              | Report | Simon Terodde 40', 49', 59' · Marco Terrazzino 64', 90+1' | Público: 4 500 Árbitro: Patrick Schult |

| 8 de agosto de 2015 | SSV Reutlingen            | 3 - 1  | Karlsruher       | Stadion an der Kreuzeiche, Reutlingen  |
| 20:30               | Ricciardi 13', 33', 90+1' | Report | Dennis Kempe 63' | Público: 8 166 Árbitro: Robert Kempter |

| 9 de agosto de 2015 | FK Pirmasens  | 1 - 4  | Heidenheim                                                  | Sportpark Husterhöhe, Pirmasens        |
| 16:00               | Schmieden 82' | Report | Halloran 28' · Smail Morabit 32' · Robert Leipertz 51', 80' | Público: 2 320 Árbitro: Thorben Siewer |

| 9 de agosto de 2015 | Chemnitzer | 0 - 2  | Borussia Dortmund               | Stadion an der Gellertstraße, Chemnitz |
| 14:30               |            | Report | Aubameyang 25' · Mkhitaryan 82' | Público: 12 500 Árbitro: Peter Sippel  |

| 9 de agosto de 2015 | Unterhaching        | 2 - 1  | Ingolstadt          | Sportpark Unterhaching, Unterhaching    |
| 16:00               | Einsiedler 30', 48' | Report | Moritz Hartmann 83' | Público: 6 500 Árbitro: Patrick Ittrich |

| 7 de agosto de 2015 | Elversberg Saar | 1 - 3  | Augsburg                                                 | Waldstadion an der Kaiserlinde, Spiesen-Elversberg |
| 20:00               | Kevin Maek 52'  | Report | Bobadilla 83' · Sascha Mölders 101' · Tobias Werner 109' | Público: 5 434 Árbitro: Sören Storks               |

| 9 de agosto de 2015 | FC Nöttingen     | 1 - 3  | Bayern de Munique                      | Wildparkstadion, Karlsruhe             |
| 16:00               | Hecht-Zirpel 16' | Report | Vidal 5' · Götze 17' · Lewandowski 26' | Público: 29 486 Árbitro: Robert Kampka |

| 10 de agosto de 2015 | St. Pauli           | 1 - 4  | Bor. Mönchengladbach                                   | Millerntor-Stadion, Hamburgo           |
| 20:30                | Marc Rzatkowski 33' | Report | Lars Stindl 54', 67' · Traoré 56' · Thorgan Hazard 86' | Público: 28 175 Árbitro: Florian Meyer |

| 9 de agosto de 2015 | Hessen Kassel | 0 - 2  | Hannover                             | Auestadion, Kassel                   |
| 18:30               |               | Report | Salif Sané 15' · Kenan Karaman 90+2' | Público: 18 482 Árbitro: Patrick Alt |

| 8 de agosto de 2015 | Holstein Kiel      | 1 - 2  | Stuttgart                       | Holstein-Stadion, Kiel                 |
| 20:30               | Rafael Czichos 37' | Report | Didavi 41' · Daniel Ginczek 60' | Público: 9 916 Árbitro: Guido Winkmann |

| 8 de agosto de 2015 | Munique 1860                            | 2 - 0  | Hoffenheim | Allianz Arena, Munique               |
| 18:00               | Daylon Claasen 51' · Fejsal Mulić 90+3' | Report |            | Público: 17 800 Árbitro: Harm Osmers |

| 8 de agosto de 2015 | Bremer SV | 0 - 3  | Eintracht Frankfurt                                       | Sportpark am Vinnenweg, Bremen             |
| 15:30               |           | Report | Castaignos 31' · Stefan Aigner 52' · Luca Waldschmidt 71' | Público: 3 400 Árbitro: Thorsten Schriever |

| 10 de agosto de 2015 | Aalen | 0 - 0  | Nuremberg | Scholz Arena, Aalen                       |
| 18:30                |       | Report |           | Público: 9 172 Árbitro: Bibiana Steinhaus |

|                                                                           |       | Penalidades                                                         |  |
| Dominick Drexler Markus Schwabl Michael Klauß Steffen Kienle Fabian Menig | 1 – 2 | Hanno Behrens Brečko Alessandro Schöpf Even Hovland Stefan Kutschke |  |

## Segunda Fase
| 27 de outubro de 2015 | Wolfsburg | 1 - 3  | Bayern de Munique                   | Volkswagen Arena, Wolfsburg           |
| 20:30                 | Schürrle  | Report | Douglas Costa 15' · Müller 20', 34' | Público: 30 000 Árbitro: Knut Kircher |

| 27 de outubro de 2015 | Bochum                | 1 - 0  | Kaiserslautern | RewirpowerSTADION, Bochum            |
| 20:30                 | Chris Löwe 67' (o.g.) | Report |                | Público: 18 514 Árbitro: Günter Perl |

| 27 de outubro de 2015 | Darmstadt 98          | 2 - 1  | Hannover 96 | Merck-Stadion am Böllenfalltor, Darmstadt |
| 20:30                 | Sulu 74' · Wagner 79' | Report | Sobiech     | Público: 15 900 Árbitro: Daniel Siebert   |

| 27 de outubro de 2015 | Unterhaching | 3 - 0  | RB Leipzig |  |
| 20:30                 |              | Report |            |  |

| 27 de outubro de 2015 | Nürnberg | 5 - 1 | Fortuna Düsseldorf |  |
| 19:00                 |          |       |                    |  |

| 27 de outubro de 2015 | Mainz 05 | 1 - 2 | Munique 1860 |  |
| 19:00                 |          |       |              |  |

| 27 de outubro de 2015 | FSV Frankfurt | 1 - 2 | Hertha Berlim |  |
| 19:00                 |               |       |               |  |

| 27 de outubro de 2015 | Erzgebirge Aue | 1 - 0 | Eintracht Frankfurt |  |
| 19:00                 |                |       |                     |  |

| 28 de agosto de 2015 | Viktoria Köln | 0 - 6 | Bayer Leverkusen |  |
| 19:00                |               |       |                  |  |

| 28 de agosto de 2015 | Sandhausen | 0 - 0 (3-4 p) | Heidenheim |  |
| 19:00                |            |               |            |  |

| 28 de agosto de 2015 | Borussia Dortmund | 7 - 1 | Paderborn 07 |  |
| 19:00                |                   |       |              |  |

| 28 de agosto de 2015 | Freiburg | 0 - 3  | Augsburg                          | Mage Solar Stadion, Friburgo em Brisgóvia  |
| 19:00                |          | Report | Ji 11' · Esswein 25' · Caiuby 49' | Público: 19 600 Árbitro: Christian Dingert |

| 28 de outubro de 2015 | Jena | 0 - 2  | Stuttgart                       | Ernst-Abbe-Sportfeld, Jena             |
| 20:30                 |      | Report | Harnik 22' · Maxim 90+2' (pen.) | Público: 18 000 Árbitro: Florian Meyer |

| 28 de outubro de 2015 | SSV Reutlingen | 0 - 4  | Eintracht Braunschweiger                      | Stadion an der Kreuzeiche          |
| 20:30                 |                | Report | Holtmann 21', 61' · Berggreen 36' · Ademi 79' | Público: 7 524 Árbitro: Rene Rohde |

| 28 de outubro de 2015 | Schalke 04 | 0 - 2  | Borussia Mönchengladbach       | Veltins-Arena, Gelsenkirchen            |
| 20:30                 |            | Report | Stindl 42' · Hazard 53' (pen.) | Público: 60 655 Árbitro: Tobias Stieler |

| 28 de outubro de 2015 | Werder Bremen | 1 - 0  | Köln | Weserstadion, Bremen                 |
| 20:30                 | Ujah 23'      | Report |      | Público: 40 052 Árbitro: Felix Brych |

## Oitavas de Final
| 15 de dezembro de 2015 | Unterhaching | 1 - 3 | Bayer Leverkusen                             | Alpenbauer Sportpark, Unterhaching    |
| 16:00                  | Bauer 27'    |       | Hernández 31' · Kießling 55' · Bellarabi 83' | Público: 12 500 Árbitro: Jochen Drees |

| 15 de dezembro de 2015 | Borussia M'gladbach            | 3 - 4 | Werder Bremen                                            | Borussia-Park, Mönchengladbach       |
| 16:15                  | Stindl 32' · Hrgota 73', 90+3' |       | Sternberg 51' · Vestergaard 58' · Pizarro 75' · Ujah 78' | Público: 53 106 Árbitro: Gunter Perl |

| 15 de dezembro de 2015 | Erzgebirge Aue | 0 - 2 | Heidenheim                  | Sparkassen-Erzgebirgsstadion, Aue      |
| 17:30                  |                |       | Feick 48' · Schnatterer 54' | Público: 8 250 Árbitro: Giudo Winkmann |

| 15 de dezembro de 2015 | Bayern de Munique | 1 - 0 | Darmstadt 98 | Allianz Arena, Munique                  |
| 17:30                  | Xabi Alonso 40'   |       |              | Público: 72 500 Árbitro: Daniel Siebert |

| 16 de dezembro de 2015 | Stuttgart                                    | 3 - 2 (pro) | Eintracht Braunschweiger | Mercedes-Benz Arena, Stuttgart        |
| 16:00                  | Niedermeier 21' · Werner 99' · Šunjić 118' · |             | Baffo 6' · Ademi 110'    | Público: 21 950 Árbitro: Peter Sippel |

| 16 de dezembro de 2015 | Nürnberg | 0 - 2 | Hertha Berlim                | Grundig Stadion, Nuremberg              |
| 16:00                  |          |       | Darida 32' · John Brooks 65' | Público: 35 204 Árbitro: Tobias Stieler |

| 16 de dezembro de 2015 | Augsburg | 0 - 2 | Borussia Dortmund               | WWK Arena, Augsburgo                  |
| 17:30                  |          |       | Aubameyang 61' · Mkhitaryan 66' | Público: 30 101 Árbitro: Manuel Gräfe |

| 16 de dezembro de 2015 | Munique 1860 | 0 - 2 | Bochum                     | Allianz Arena, Munique               |
| 17:30                  |              |       | Haberer 39' · Hoogland 44' | Público: 19 800 Árbitro: Marco Fritz |

## Quartas de Final
| 9 de fevereiro de 2016 | Bayer Leverkusen     | 1 – 3 | Werder Bremen                                    | BayArena, Leverkusen                    |
| 19:00 (UTC+1)          | Hernández 22' (pen.) |       | García 31' · Pizarro 42' (pen.) · Grillitsch 82' | Público: 24 104 Árbitro: Wolfgang Stark |

| 9 de fevereiro de 2016 | Stuttgart      | 1 – 3 | Borussia Dortmund                         | Mercedes-Benz Arena, Stuttgart          |
| 20:30 (UTC+1)          | Lukas Rupp 21' |       | Reus 5' · Aubameyang 31' · Mkhitaryan 89' | Público: 46 500 Árbitro: Tobias Stieler |

| 10 de fevereiro de 2016 | Heidenheim                        | 2 – 3 | Hertha Berlim                     | Voith-Arena, Heidenheim                |
| 19:00 (UTC+1)           | Feick 10' · Schnatterer 82' (pen) |       | Ibišević 14', 21' · Haraguchi 58' | Público: 11 900 Árbitro: Deniz Aytekin |

| 10 de fevereiro de 2016 | Bochum | 0 – 3 | Bayern de Munique                    | RewirpowerSTADION, Bochum                |
| 20:30 (UTC+1)           |        |       | Lewandowski 38', 90' · Alcântara 61' | Público: 28 000 Árbitro: Bastian Dankert |

## Semifinal
| 19 de abril de 2016 | Bayern de Munique      | 2 – 0     | Werder Bremen | Allianz Arena, Munique                  |
| 15:30               | Müller 30', 71' (pen.) | Relatório |               | Público: 75 000 Árbitro: Tobias Stieler |

| 20 de abril de 2016 | Hertha Berlim | 0–3       | Borussia Dortmund                      | Olympiastadion, Berlim                 |
| 15:30               |               | Relatório | Castro 21' · Reus 75' · Mkhitaryan 83' | Público: 76 233 Árbitro: Deniz Aytekin |

## Final
| 21 de maio de 2016 | Bayern de Munique | 0 – 0 (pro) | Borussia Dortmund | Olympiastadion, Berlim               |
| 20:00 (UTC+2)      |                   | Relatório   |                   | Público: 74,649 Árbitro: Marco Fritz |

|                                           |       | Penalidades                            |  |
| Vidal Lewandowski Kimmich Müller D. Costa | 4 – 3 | Kagawa Bender Sokratis Aubameyang Reus |  |

## Premiação
| Copa da Alemanha de 2015–16          |
| ------------------------------------ |
| Bayern de Munique Campeão 18º título |

## Estatísticas
| Pos. | Jogador              | Equipe             | Gols |
| ---- | -------------------- | ------------------ | ---- |
| 1    | Henrikh Mkhitaryan   | Borussia Dortmund  | 5    |
| 2    | Nils Petersen        | Freiburg           | 4    |
| 2    | Chicharito Hernández | Bayer Leverkusen   | 4    |
| 2    | Lars Stindl          | B. Mönchengladbach | 4    |
| 2    | Thomas Müller        | Borussia Dortmund  | 4    |
| 6    | Giuseppe Ricciardi   | SSV Reutlingen     | 3    |
| 6    | Anthony Modeste      | Köln               | 3    |
| 6    | Simon Terodde        | Bochum             | 3    |
| 6    | Markus Einsiedler    | Unterhaching       | 3    |
| 6    | Stefan Kießling      | Bayer Leverkusen   | 3    |
| 6    | Salomon Kalou        | Hertha Berlim      | 3    |
| 6    | Aubameyang           | Borussia Dortmund  | 3    |
| 6    | Anthony Ujah         | Werder Bremen      | 3    |
| 6    | Robert Lewandowski   | Bayern de Munique  | 3    |
| 6    | Gonzalo Castro       | Borussia Dortmund  | 3    |

| Pos. | Jogador            | Equipe             | Assis. |
| ---- | ------------------ | ------------------ | ------ |
| 1    | Aubameyang         | Borussia Dortmund  | 3      |
| 1    | Stefan Kießling    | Bayer Leverkusen   | 3      |
| 1    | Thomas Müller      | Bayern de Munique  | 3      |
| 1    | Fin Bartels        | Werder Bremen      | 3      |
| 1    | Julian Brandt      | Bayer Leverkusen   | 3      |
| 1    | Florian Grillitsch | Werder Bremen      | 3      |
| 1    | Ben Halloran       | Heidenheim         | 3      |
| 1    | Raffael            | B. Mönchengladbach | 3      |
| 1    | Mitchell Weiser    | Hertha Berlim      | 3      |